# Jesús Fernández Oceja
Jesús Fernández Oceja   (Santander, 25 de febrer de 1974) és un jugador d'handbol, ja retirat, guanyador d'una medalla olímpica.
Va participar, a vint-i-dos anys, en els Jocs Olímpics d'estiu de 1996 realitzats a Atlanta (Estats Units), on va aconseguir guanyar la medalla de bronze amb la selecció espanyola d'handbol masculí en derrotar en el partit pel tercer lloc a la selecció francesa. Al llarg de la seva carrera ha guanyat una medalla de bronze en els Jocs del Mediterrani amb la selecció espanyola.